# Escalar (física)
Un escalar es un tipo de magnitud física que se expresa por un solo módulo y tiene el mismo valor para todos los observadores. Una magnitud física se denomina escalar cuando se representa con un único número (única coordenada) invariable en cualquier sistema de referencia. Por ejemplo, la temperatura se expresa con una magnitud escalar. Así la masa de un cuerpo es un escalar, pues basta un número para representarla (por ejemplo: 75 kg).
Por el contrario, también una magnitud es vectorial o, más generalmente tensorial, cuando se necesita algo más que un número para representarla completamente. Por ejemplo, la velocidad del viento es una magnitud vectorial ya que, además de su módulo (que se mide como una magnitud escalar), debe indicarse también su dirección (norte, sur, este, etc.), que se define por un vector unitario. En cambio, la distribución de tensiones internas de un cuerpo requiere especificar en cada punto una matriz llamada tensor tensión y por tanto el estado de tensión de un cuerpo viene representado por una magnitud tensorial

## Magnitud física
Una magnitud física se expresa como el producto de un valor numérico y una unidad de medida, no únicamente un solo número. La cantidad no depende de la unidad (por ejemplo, para la distancia, 1 km es lo mismo que 1000 m), aunque el número depende de la unidad. Por tanto, en el mismo ejemplo de la distancia, la cantidad no depende de la longitud de los vectores base del sistema de coordenadas. Asimismo, otros cambios del sistema de coordenadas pueden afectar la fórmula para calcular el escalar (por ejemplo, la fórmula euclidiana para la distancia en términos de las coordenadas se basa en que la base sea ortonormal), pero no al escalar mismo. En este sentido, la distancia física se desvía de la definición de métrica en el hecho de no ser solamente un número real; sin embargo, satisface todas las demás propiedades. Lo mismo ocurre con otras cantidades físicas que son tridimensionales. La dirección no aplica para los escalares; estos están especificados por una sola magnitud o cantidad.

## Ejemplos en física clásica
Como ejemplos de escalares tenemos la masa, la carga eléctrica, el volumen, el tiempo, la rapidez, la temperatura o el potencial eléctrico. La distancia entre dos puntos en un espacio tridimensional es un escalar. Sin embargo, la dirección desde uno de estos puntos al otro no lo es, puesto que para describir la dirección se requiere de dos magnitudes: el ángulo medido sobre el plano horizontal y el ángulo medido desde dicho plano. La fuerza no puede ser descrita por un escalar, ya que esta propiedad está compuesta de una dirección y una magnitud. No obstante, la magnitud de la fuerza por sí sola puede describirse como un escalar. Por ejemplo, la fuerza gravitacional que actúa sobre una partícula no es un escalar, pero su magnitud sí lo es. La rapidez de un objeto (por ejemplo, 100 km/h) es un escalar, mientras que su velocidad (por ejemplo, 100 km/h en dirección norte) no lo es.
Existen algunas cantidades llamadas pseudoescalares, que son el resultado de un triple producto escalar. Como ejemplo de esto, se encuentra la carga magnética.

## Escalares en la teoría de la relatividad
En la teoría de la relatividad, se consideran cambios de sistemas de coordenadas que truecan espacio por tiempo. Como resultado de esto, muchas magnitudes físicas que son escalares en física clásica necesitan combinarse con otras magnitudes como vectores o tensores en cuatro dimensiones. Por ejemplo, la densidad de carga en un punto dentro de un medio, la cual en física clásica no es un escalar, debe combinarse con la densidad de corriente local (un vector de tres dimensiones) para formar un vector relativista de cuatro dimensiones. De la misma manera, la densidad de energía se debe combinar con la densidad de momento y la presión para formar el tensor de energía-momento.
Como ejemplos de cantidades escalares en relatividad están la carga eléctrica, intervalos de espacio-tiempo (como el tiempo propio y la longitud propia) y la masa invariante.